# 足立かりん
足立 かりん（あだち かりん、1989年8月30日 - ）は、日本のタレントである。

## 人物
東京都出身。エムズファクトリー所属。Y・M・Oに所属していた。
趣味はサッカー観戦、フットサル。特技はリフティング。
芸能人女子フットサルチーム「FANTASISTA」に所属していたが、チームは2009年3月31日をもって一時休部。
2012年現在は、グラビアを中心とし、ラジオやレポーターとして活動。

## 出演

### テレビ
- 恋するフットサル（2006年）
- バモス!アスレ（2011年）
- マッスルガール!（2011年）

### 映画
- ドッジGO!GO!
- ヌードの夜/愛は惜しみなく奪う

### 舞台
- ふたり（2004年）
- 櫻の園（2007年）
- 三丁目の夕日（2008年）
- オアシスと砂漠〜Love on the planet〜（2009年）

### DVD
- 放送動画禁止FILE vol,3（2011年）
- 放送禁止動画FILE vol,4（2011年）